# Emma Jørgensen
Emma Aastrand Jørgensen (ur. 30 stycznia 1996) – duńska kajakarka. Srebrna medalistka olimpijska z Rio de Janeiro.
Zawody w 2016 były jej pierwszymi igrzyskami olimpijskimi. Medal zdobyła w kajakowej jedynce na dystansie 500 metrów. Na mistrzostwach świata wywalczyła pięć medali. Sięgnęła po złoto w kajakowej dwójce na dystansie 1000 metrów w 2014, srebro w kajakowej jedynce na dystansie 200 metrów w 2017 i 2018 oraz brąz w kajakowej jedynce na dystansie 500 metrów w 2017 i w 2019 na dystansie 200 metrów. Była trzykrotną medalistką mistrzostw Europy (srebro w 2017 w K-1 200 m, brąz K-1 500 m w 2016, K-1 200 m w 2018). W 2019 na igrzyskach europejskich w Mińsku zdobyła złoty medal w jedynce na 200 metrów i brązowy na dystansie 500 metrów.